# Мандрагола
„Мандрагола” је југословенски ТВ филм из 1962. године. Режирао га је Јован Коњовић, а сценарио је написао Васа Поповић по делу Николa Макијавелија.

## Улоге
| Глумац          | Улога |
| --------------- | ----- |
| Ева Мариа Хаген |       |
| Беба Лончар     |       |
| Виктор Старчић  |       |